# Dr. Ring Ding
Pour les articles homonymes, voir Ding.
 (octobre 2008).
Si vous disposez d'ouvrages ou d'articles de référence ou si vous connaissez des sites web de qualité traitant du thème abordé ici, merci de compléter l'article en donnant les références utiles à sa vérifiabilité et en les liant à la section « Notes et références ».
Dr. Ring Ding est un chanteur allemand de ska, reggae et ragga, né le 2 juin 1970 à Münster. D'abord tromboniste du groupe de ska El Bosso & die Ping-Pongs, il fonde en 1992 son propre groupe, Dr. Ring-Ding & the Senior Allstars, qui tournera beaucoup en Europe et Amérique du Nord avant de se séparer dix ans plus tard. Il sera aussi un activiste de la scène ska, tour à tour éditeur, tourneur ou relais européen du grand label new-yorkais Moon Ska Records.
En France, hormis chez les fans du genre ska où il est une référence durable, ce groupe, comme la quasi-totalité des groupes de ce style, est resté inconnu du grand public — bien que l'un des musiciens soit français.
Quelque temps avant sa dissolution, Dr. Ring-Ding sort une compilation « testament » intitulée Golden Gate. Il s'agit d'une synthèse de la carrière du groupe qui fait également la part belle à son album Big Up (2001), de vieux morceaux comme Dandymite Ska complétant la compilation.

## Discographie
Albums de Dr. Ring-Ding & The Senior Allstars :
- Dandimite (Pork Pie) 1995
- Ram Di Dance (Grover Records) 1997
- Diggin' Up Dirt (Grover Records) 1999
- Big Up (Grover Records) 2001
- Pick Up The Pieces (Grover Records) 2001
- Golden Gate (Grover Records) 2002

Dr. Ring Ding & The Senior Allstars jouent également sur :
- Doreen Shaffer Adorable (Grover Records) 1997
- Lord Tanamo Best Place in The World (Grover Records) 2000

Dr. Ring Ding en solo et avec autres ensembles :
- Dr. Ring Ding meets H.P. Setter Big T'ings (T'Bwana) 1996
- Dub Guerilla Dub Guerilla (Enja / E19) 2005
- Kingston Kitchen Today's Special (Megalith) 2007
- Back And Forth (Jump Up Records) 2007
- Nice Again (Kingstone Records) 2007
- Dr. Ring Ding Ska-Vaganza Piping Hot (Pork Pie (CD) / Buenritmo (LP)) 2012